# Taça de Portugal (calcio a 5)
La Taça de Portugal de Futsal (in italiano "Coppa del Portogallo di calcio a 5") è la più prestigiosa coppa nazionale di calcio a 5 del Portogallo. Viene organizzata dalla Federazione portoghese e la sua prima edizione si è svolta durante la stagione 1997-1998.
La formazione più titolata è il Sporting che ha vinto otto edizioni; i rivali dello Benfica si sono imposti in sette stagioni, mentre la Fundação Jorge Antunes si è assicurata consecutivamente i titoli del 2001 e del 2002.

## Albo d'oro
| Stagione  | Sede                | Vincitore        | Finalista        |
| --------- | ------------------- | ---------------- | ---------------- |
| 1997-1998 | Almeirim            | Miramar          | Sporting Lisbona |
| 1998-1999 | Paços de Ferreira   | IDJV             | Vila Verde       |
| 1999-2000 | Nisa                | Correio da Manhã | Freixieiro       |
| 2000-2001 | Oliveira do Bairro  | Jorge Antunes    | IDJV             |
| 2001-2002 | Lisbona             | Jorge Antunes    | Sporting Lisbona |
| 2002-2003 | Fundão              | Benfica          | Freixieiro       |
| 2003-2004 | Castro Marim        | Olivais          | Sassoeiros       |
| 2004-2005 | Entroncamento       | Benfica          | Boavista         |
| 2005-2006 | Coimbra             | Sporting Lisbona | Benfica          |
| 2006-2007 | Vila Nova de Gaia   | Benfica          | Braga            |
| 2007-2008 | Guarda              | Sporting Lisbona | Jorge Antunes    |
| 2008-2009 | Vagos               | Benfica          | Belenenses       |
| 2009-2010 | Entroncamento       | Belenenses       | Benfica          |
| 2010-2011 | Oliveira de Azeméis | Sporting Lisbona | Benfica          |
| 2011-2012 | Oliveira de Azeméis | Benfica          | Modicus          |
| 2012-2013 | Guimarães           | Sporting Lisbona | Braga            |
| 2013-2014 | Oliveira de Azeméis | Fundão           | Benfica          |
| 2014-2015 | Sines               | Benfica          | Fundão           |
| 2015-2016 | Póvoa de Varzim     | Sporting Lisbona | Benfica          |
| 2016-2017 | Gondomar            | Benfica          | Burinhosa        |
| 2017-2018 | Gondomar            | Sporting Lisbona | Fabril Barreiro  |
| 2018-2019 | Gondomar            | Sporting Lisbona | Benfica          |
| 2019-2020 | Matosinhos          | Sporting Lisbona | Braga            |
| 2020-2021 | Annullata           | Annullata        | Annullata        |
| 2021-2022 | Sines               | Sporting Lisbona | Benfica          |
| 2022-2023 | Póvoa de Varzim     | Benfica          | Sporting Lisbona |

## Vittorie per club
| Titoli | Squadra          | Anni                                                 |
| ------ | ---------------- | ---------------------------------------------------- |
| 9      | Sporting Lisbona | 2006, 2008, 2011, 2013, 2016, 2018, 2019, 2020, 2022 |
| 8      | Benfica          | 2003, 2005, 2007, 2009, 2012, 2015, 2017, 2023       |
| 2      | Jorge Antunes    | 2001, 2002                                           |
| 1      | Miramar          | 1998                                                 |
| 1      | IDJV             | 1999                                                 |
| 1      | Correio da Manhã | 2000                                                 |
| 1      | Olivais          | 2004                                                 |
| 1      | Belenenses       | 2010                                                 |
| 1      | Fundão           | 2014                                                 |